# Porfirio Rubirosa
Porfirio Rubirosa Ariza (San Francisco de Macorís, 22 de janeiro de 1909 — Bois de Boulogne, Paris, 5 de julho, de 1965) foi um diplomata, jogador de polo e piloto automobilístico dominicano. Ele era um apoiador do ditador Rafael Trujillo, e também foi um assassino político durante seu regime. Rubirosa deixou sua marca como um playboy internacional por seu estilo de vida jet set. Suas cinco esposas incluíam duas das mulheres mais ricas do mundo.
Entre o jet set americano e europeu ele era conhecido como "Rubi". Seu perfil carismático, sedutor e aventureiro poderia ter servido de inspiração para o personagem cinematográfico do agente secreto 007, embora não haja certezas sobre isso.
Rubirosa manteve relações amorosas com muitas mulheres famosas, como Dolores Del Río, Marilyn Monroe, Ava Gardner, Rita Hayworth, Judy Garland, Soraya Esfandiary, Veronica Lake, Kim Novak, Eva Perón e a atriz húngara Zsa Zsa Gabor.
Foi casado com a atriz francesa Danielle Darrieux e a milionária americana Doris Duke.
Em 30 de dezembro de 1953 casou com a milionária americana Barbara Hutton e ela tudo fez para o afastar de Gabor, tendo até comprado tantos fatos que ele rapidamente se tornou um dos dez homens mais bem vestidos do mundo. Barbara logo percebeu que não seria a mulher exclusiva neste casamento e divorciou-se rapidamente de Rubirosa em 1954, dando-lhe 3,5 milhões de dólares.
Casou-se em 27 de outubro de 1956 com Odile Rodin, nome artístico de Odile Lèonie Marie Josèphe Berard, atriz francesa então com apenas 17 anos de idade.
Morreu em 1965, no bois de Boulogne em Paris, quando o seu automóvel Ferrari bateu numa árvore depois de sair de um bar onde passou a noite comemorando a vitória de seu time de polo na Copa da França.